# 流通税
流通税（りゅうつうぜい、英: transfer tax）とは、資産（財産）の権利移転に課税される租税。所得税とは、所得、つまり、利益に対して課税するものであるのに対して、流通税は利益とは無関係に課税する。所得税の譲渡所得も流通税ではない。消費税は売上ではなく付加価値に課税する税なので、消費税も流通税ではない。
日本の税制度では、以下の税などが流通税に該当する。
国税
- 登録免許税
- 印紙税
- とん税
- 特別とん税
- 自動車重量税
- 取引所税（1999年廃止）
- 有価証券取引税（1999年廃止）

地方税
- 不動産取得税
- 軽油引取税
- 自動車取得税（2019年廃止）
- 木材引取税（1989年廃止）

## 参照
1. 1 2  流通税とは - コトバンク